# Terry Furlow
Terry L. Furlow (Flint, 18 ottobre 1954 – Linndale, 23 maggio 1980) è stato un cestista statunitense, professionista nella NBA.

## Carriera
Venne selezionato dai Philadelphia 76ers al primo giro del Draft NBA 1976 (12ª scelta assoluta).

## Palmarès
- NCAA AP All-America Third Team (1976)